# صحة عامة

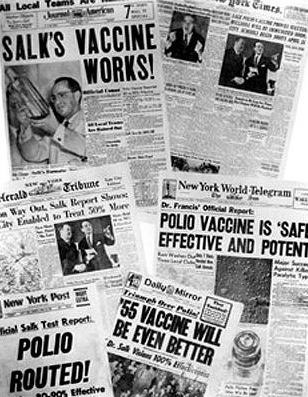
عناوين الصحف الرئيسية حول العالم عن موضوع اختبارات لقاح شلل الأطفال (13 إبريل 1955)

الصحة العامة هي «علم وفن الوقاية من الأمراض، إطالة الحياة والارتقاء بالصحةٍ من خلال الجهود المنظمة والاختيارات الاستعلامية للمجتمع، المنظمات، المجتمعات الخاصة والعامة والأفراد كذلك.» (1920، وينسلو (بالإنجليزية: Charles-Edward Amory Winslow)). فهو ذلك العلم المهتم بالتهديدات التي تواجهها الصحة القائمة على تحليل صحة السكان. فالسكان موضوع النقاش قد يمثلون عينةً صغيرةً كحفنةٍ من الأفراد أو مجموعةٍ ضخمةٍ كسكان أو قاطني العديد من القارات (على سبيل المثال، كما هو الحال في الحالة الجائحات). وهنا قد تشتمل أبعاد الصحة على كلٍ من «حالة الكائن الحي الشاملة من جسدية، عقلية، واجتماعية وليس مجرد غياب المرض أو حالة العجز أو الضعف»، وذلك بناءً على تعريف منظمة الصحة العالمية التابعة للأمم المتحدة. ويقوم علم الصحة العمومية بدمج المنهجيات المتداخلة لكلٍ من للوبائيات وعلم الأمراض، الإحصائيات الحيوية وكذلك الرعاية الصحية. كما تعتبر كلٌ من الصحة البيئية (Environmental health)، صحة المجتمع (Community health)، الصحة السلوكية (behavioral health) وكذلك الصحة المهنية (Occupational health) مجالاتٍ أخرى فرعية يهتم علم الصحة العمومية بها.
ويتمثل محور اهتمام تدخل الصحة العامة في تحسين الصحة وجودة الحياة من خلال الوقاية والعلاج من الأمراض وظروف الصحة العقلية والجسدية الأخرى، وذلك من خلال رقابة ومتابعة الحالات المرضية بالإضافة إلى الارتقاء بالأداءات الصحية المتنوعة. كما تعتبر كلٌ من سلوكيات الارتقاء بعمليات غسل الأيدي والرضاعة الطبيعية، توصيل التطعيمات، وتوزيع الواقي الذكري لضبط انتشار الأمراض المنقولة جنسياً لهي بالأمثلة على مقاييس الصحة العامة.
هذا وتتطلب ممارسات الصحة العامة الحديثة فرقاً متكاملةً متداخلةً مع بعضها البعض من المتمرسين كالأطباء المتخصصين في أمراض الصحة العامة/ المجتمعية المعدية والأدوية، بالإضافة إلى متخصصي الأمراض الوبائية، مختصي الإحصائيات الحيوية، ممرضي الصحة العامة، علماء الأحياء الدقيقة، مسؤولي الصحة البيئية، اختصاصيي صحة الأسنان، أطباء التخسيس ومتخصصي التغذية، مراقبي الصحة، الأطباء البيطريين، مهندسي الصحة العامة، محاميي الصحة العامة، علماء الاجتماع، عمال تنمية المجتمع، مسؤولي الاتصالات، وآخرون عدة.

## الأهداف
يتمثل هدف تدخل الصحة العامة في الوقاية من والتعامل مع الأمراض، الإصابات، والظروف الصحية الأخرى من خلال متابعة ومراقبة الحالات والارتقاء بالسلوكيات الصحية ودعمها وكذلك البيئة والمجتمع على السواء. ونلاحظ أن هناك العديد من الأمراض التي يمكن الوقاية منها من خلال بعض الطرق البسيطة غير العلاجية. فعلى سبيل المثال، أظهرت الأبحاث أن التصرفات البسيطة لغسيل اليدين بالصابون لها القدرة على الوقاية من العديد من الأمراض المعدية. وفي حالاتٍ أخرى، قد يكون علاج المرض أو ضبط الممرضات والتحكم فيها عمليةً ضروريةً حيويةً للوقاية من انتشار المرض للآخرين، ومثال ذلك خلال عملية الاجتياحات للأمراض المعدية أو تلوث الغذاء أو موارد المياه. كما تعتبر برامج اتصالات الصحة العامة، برامج التطعيمات وتوزيع الواقي الذكري أمثلةً لمقاييس ومعايير الصحة العامة الشائعة بين الجميع.
وتلعب الصحة العمومية دوراً هاماً في جهود الوقاية من الأمراض في كلٍ من الدول النامية والمتقدمة على السواء، وذلك من خلال أنظمة الصحة المحلية والمنظمات غير الحكومية. وتعتبر منظمة الصحة العالمية التابعة للأمم المتحدة منظمةً دوليةً تهتم بتنسيق والتعامل مع قضايا الصحة العامة العالمية، والتي منها أمراض الفقر. وتتوفر لأغلب الدول منظماتها ووكالاتها الحكومية الخاصة بالصحة العامة، وهي في بعض الأحيان تُعرف باسم وزارات الصحة، وذلك بهدف الاستجابة لمختلف قضايا الصحة العمة المحلية والإقليمية. فعلى سبيل المثال، في الولايات المتحدة، تعتبر جبهة تقديم خدمات ومبادرات الصحة العامة هي مكاتب إدارات الصحة المحلية لكل مقاطعة. كما أن كلاً من إدارة الصحة العامة الأمريكية (United States Public Health Service)، والتي يقودها الجراح العام للولايات المتحدة الأمريكية (Surgeon General of the United States)، وكذلك مراكز الوقاية من الأمراض وضبطها، والتي يقع مقرها في أتلانتا، تشتركان جميعاً في العديد من الممارسات والأنشطة الصحية الدولية، بالإضافة إلى واجباتهما الوطنية. أما في كندا، فوكالة الصحة العامة الكندية (Public Health Agency of Canada) هي الوكالة الوطنية المسؤولة ن الصحة العامة، استعدادات الطوارئ والتعامل مع المواقف الطارئة، بالإضافة إلى الوقاية من الأمراض المعدية والمزمنة وضبطها. بينما في الهند، فمؤسسة الصحة العامة في الهند تم تدشينها في عام 2006 كرد فعلٍ للاهتمام المتزايد حول تحديات الصحة العامة الناشئة في تلك البلد.
ونلاحظ وجود تناقض عظيم في عملية الوصول إلى الرعاية الصحية ومبادرات الصحة العامة فيما بين مجموعة الدول المتقدمة والدول النامية. ففي دول العالم النامي، ما زالت البنية التحتية لمؤسسات الصحة العامة في طور الإعداد والتشكيل. كما أنه لا يتوفر بها عددٌ كافٍ من العمالة الصحية الماهرة المدربة أو حتى مواردٍ ماليةٍ لتوفير حتى المستوى الأساسي من خدمات الرعاية الصحية والوقاية من الأمراض. نتيجةً لذلك، يسفر انتشار العديد من الأمراض وارتفاع معدل الوفيات عن انتشار الفقر المدقع في مثل تلك الدول النامية. فعلى سبيل المثال، تنفق العديد من حكومات الدول الأفريقية أقل من 10 دولاراتٍ أمريكيةٍ لكل فرد سنوياً على خدمات الصحة العامة، في حيث أنفقت الحكومة الفيدرالية الإتحادية في الولايات المتحدة الأمريكية ما يقارب 4.500 دولاراً أمريكياً لكل مواطن في عام 2000.

## تاريخ الصحة العامة
وبصورةٍ أخرى، تعتبر الصحة العامة مفهوماً حديثاً، على الرغم من امتداد جذوره إلى قديم التاريخ. فمن بداية الحضارة البشرية، عُرِفَ أن المياه الملوثة ونقص إدارة المخلفات بأسلوبٍ ملائمٍ يؤدي إلى انتشار الأمراض التواصلية (أي التي تنتشر بالتواصل مع الآخرين) (نظرية المستنقع (miasma theory) لانتشار الأمراض). كما حاولت الأديان السماوية الأولى تشريع وتنظيم السلوكيات المرتبطة بصورةٍ خاصةٍ بالصحة، وذلك من خلال تحديد أنواع الأطعمة التي يمكن تناولها، بالإضافة إلى تنظيم بعض السلوكيات المتسامحة كشرب الكحوليات والعلاقات الجنسية. هذا وقد أدى إقامة الحومات إلى إلقاء المسؤولية على عاتق القائد أو الزعيم للارتقاء والاهتمام بسياسات وبرامج الصحة العامة بهدف كسب بعض صور الفهم للأسباب التي تسفر عن الإصابة بالأمراض ومن ثم ضمان الاستقرار والرفاهية الاجتماعيين، بالإضافة إلى حفظ النظام.
كما استخدم دعاة الصحة العامة في وقتنا هذا مصطلح المدينة الصحية (Healthy city) ليعكسوا ملامح هذا التحدي المستمر لتكوين كيان صحي جسدياً ينتج عن ظروف الازدحام والتحضر.

### تدخلات الصحة العامة المبكرة

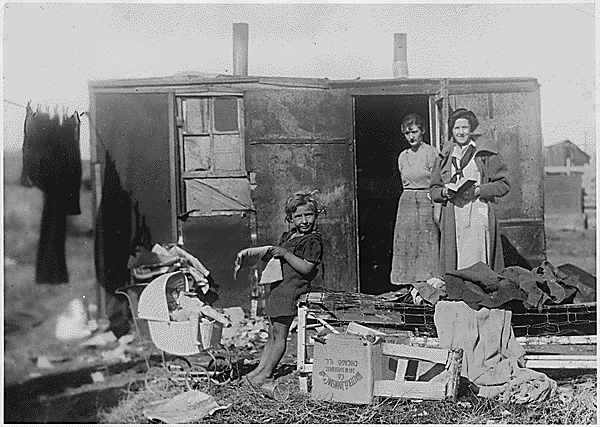
توفير عملية تمريض الصحة العامة من خلال خدمات رفاهية الأطفال في الولايات المتحد الأمريكية (في فترة الثلاثينات من القرن العشرين)

بحلول عصر روما القديمة، أصبح من المفهوم أن التحول المناسب للمخلفات (النفايات) البشرية يمثل عقيدةً ضروريةً للحفاظ على الصحة العامة في المناطق الحضرية. في حين طور الصينيون ممارسة تلقيح التجدير (variolation) إثر اجتياح وباء الجدري في غضون سنة 1000 قبل الميلاد. فالفرد الذي لا يعاني من المرض قد يحصل على بعض مقاييس المناعة ضده من خلال استنشاق القشور (crusts) المجففة والتي تشكلت حول الالتهابات التي تعرض لها من أُصيب بالعدوى. كما أن الأطفال يتم حمايتهم بواسطة تلقيح (Inoculation) خدشٍ على سواعدهم باستخدام الصديد المتواجد في الالتهابات التي أُصيبوا بها. إلا أن تلك الممارسات لم يتم توثيقها في بلاد الغرب حتى أوائل القرن الثامن عشر الميلادي، وتم استخدامها على نطاقٍ محدودٍ جداً. أما ممارسة التطعيم (vaccination) فلم تكن متاحة حتى فترة العشرينيات من القرن التاسع عشر الميلادي، على أثر إنجازات إدوارد جينر في علاج الجدري.
بينما في أثناء فترة انتشار الموت الأسود في أوروبا في القرن الرابع عشر الميلادي، ساد المعتقد أن التخلص من جثث الموتى سيمنع انتشار العدوى البكتيرية بصورةٍ كبيرةٍ. إلا أن هذا ساعد قليلاً على صد انتشار الطاعون، على الرغم من ذلك، فقد كان ينتشر بواسطة البراغيث التي تعيش على القوارض. ومن ثم، فقد أسفر حرق أجزاءٍ من المدن في نتائجٍ عظيمةٍ، بسبب أنه ساعد على تدمير عمليات غزو وتفشي انتشار القوارض. كما ساعد تطبيق الحجر في العصور الوسطى على الحد من آثار الأمراض المعدية الأخرى. على الرغم من ذلك، فبناءً على ما أورده ميشيل فوكو، فقد كان نموذج طاعون الحوكمة (Governmentality) نكره نموذج الكوليرا فيما بعد. حيث اجتاح وباء الكوليرا أوروبا في الفترة بين 1829 وحتى 1851، وتمت محارته للمرة الأولى باستخدام ما أطلق عليه فوكولت «الطب الاجتماعي»، والذي يرتكز على التدفق (flux)، تركيز الهواء، موقع المقابر، إلخ. فكل تلك المخاوف، والناشئة من نظرية المستنقع لانتشار المرض، تم خلطها مع المخاوف الحضرية لإدارة السكان، والتي عينها فوكولت كمفهوم «القوة الحيوية» (Biopower). في حين وضع الألمان مفهوماً لذلك المصطلح على أنه "Polizeiwissenschaft" والذي يشير إلى («علم تنظيم المجتمع» Science of police).
وقد أسس جون سنو علم الوبائيات من خلال تحديده لبئر المياه العامة الملوثة كمصدرٍ لاجتياح الكوليرا للندن في عام 1854. حيث آمن دكتور سنو بنظرية جرثومة المرض في مقابل نظرية المستنقع (miasma theory) السائدة. وعلى الرغم من أن نظرية المستنقع تدرس بطريقةٍ صحيحةٍ أن المرض هو نتيجة الصحة الفقيرة، إلا أنها تأسست على نظرية التخليق العفوي (spontaneous generation). هذا وتطورت نظرية الجرثومة ببطءٍ: على الرغم من ملاحظات أنطوني فان ليفينهوك حول الكائنات الدقيقة، (والمعروفة الآن بأنها سبب الغالبية العظمى من الأمراض المعدية) في عام 1680، بينما لم يبدأ العصر الحديث حتى مع حلول فترة الثمانينيات من القرن التاسع عشر، مع ظهور نظرية الجراثيم للوي باستير وإنتاج اللقاحات الصناعية.
في حين تضمنت بعض التدخلات الأخرى في مجال الصحة العامة بناء شبكات الصرف الصحي، تجميع النفايات بصورةٍ منتظمةٍ ثم اتباعها بعملية ترميدٍ لها أو التخلص منها من خلال طمر النفايات، توفير مياه نظيفة وتجفيف المياه الراكدة لمنع بيئات تغذية البعوض. وكان من قام بتلك المساهمات إدوين تشادويك المولود في 1843 والذي نشر تقريراً عن صحة الطبقة العاملة من الشعب في بريطانيا العظمى في عصره. ومن ثم فهذا يعتبر بداية استهلال الصحة العامة الحديثة. كما تسببت الثورة الصناعية مبدئياً في انتشار الأمراض حول التجمعات السكنية الضخمة المقامة حول المصانع ودور الصناعة المختلفة. فقد كانت تلك المناطق ضيقة وبدائية في معيشتها كما أنه لم تتوفر لها رعاية صحية منظمة. ومن ثم فقد كانت الأمراض والإصابة بها أمراً محتوماً وساعد على حضانة الأمراض في تلك المناطق انتشار أسلوب المعيشة الفقيرة للسكان القاطنين بها.

### الصحة العامة الحديثة
مع بدء مرحلة الانتقال الوبائي (epidemiological transition) وبسبب انتشار الأمراض المعدية في القرن العشرين، بدأت الصحة العامة في تركيز مزيدٍ من الاهتمام على الأمراض المزمنة مثل السرطان وأمراض القلب. فقد أسفرت الجهود السابقة في العديد من الدول المتقدمة بالفعل عن تناقصٍ واضحٍ في معدل وفيات الأطفال (infant mortality rate) من خلال استخدام وتطبيق الطرق الوقائية. فعلى سبيل المثال، في الولايات المتحدة الأمريكية، أسست العاملة في مجال الصحة العامة دكتورة سارة جوزفين بيكر العديد من البرامج لمساعدة الفقراء في مدينة نيويورك في الحفاظ على أطفالهم أصحاء، حيث قادت فرقاً من الممرضين والممرضات إلى داخل الأحياء المزدحمة في منطقة هيلز كيتشن بمانهاتن بالإضافة إلى قيامها بتعليم الأمهات كيفية إلباس، تغذية وتنظيف أطفالهن.
وفي أثناء القرن العشرين وبدايات القرن الحادي والعشرين، يرجع الفضل في زيادة متوسط العمر للإنجازات التي حققتها الصحة العامة، والتي منها برامج التطعيمات والسيطرة على العديد من الأمراض المعدية مثل شلل الأطفال، الخناق، الحمى الصفراء والجدري، وكذلك سياسات الصحة والسلامة الفعالة كالسلامة المرورية والسلامة المهنية (Occupational health and safety)؛ تنظيم الأسرة المسحن؛ مقاييس ضبط التبغ، والبرامج المصممة لانقاص الأمراض غير المعدية من خلال التصرف بناءً على معاملات الخطورة المعروفة مثل خلفية المرء المعرفية، أسلوب المعيشة والحياة، وكذلك طبيعة البيئة التي يعيش فيها المرء. وأحد المصادر الرئيسية لزيادة متوسط العمر في مطلع القرن العشرين تمثل في هبوط «العقوبة الحضرية» (بالإنجليزية: Urban Penalty) مع زيادة تحسينات الصحة. حيث تضمنت مثل تلك التحسينات تطهير مياه الشرب بالكلور، ترشيح ومعالجة مياه الصرف الصحي والتي أدت إلى هبوط معدل الوفيات بسبب الأمراض المعدية التي تنتج عن المياه مثل الكوليرا والأمراض المعوية. وفي كتاب كاتلر وميلر «دور تحسينات الصحة العامة في الارتقاء بالصحة» (بالإنجليزية: The Role of Public Health Improvements in Health Advances)، استعرضا الدليل على هبوط معدل وفيات الحمى التيفية في شيكاغو، بالتيمور، سينسيناتي، وكليفلاند، وذلك بعد تبني تلك المدن لطريقة تطهير مياه الشرب بالكلور، وترشيح أو معالجة مياه الصرف الصحي.
وفي الوقت ذاته، ما زالت أجزاء كبيرة من الدول النامية تعاني من الأوبئة بسبب العديد من الأمراض المعدية التي يمكن الوقاية منها / علاجها بصورةٍ كبيرةٍ، كما أنها ما زالت تعاني كذلك من صحة الأم الفقيرة وكذلك مخرجات صحة الطفل، والتي تتزايد وتتفاقم بسبب سوء التغذية والفقر. وقد أوردت منظمة الصحة العالمية في تقريرٍ لها أن نقص الرضاعة الطبيعية الحصرية خلال الستة أشهرٍ الأول من حياة الطفل تساهم في موت أكثر من مليون طفلاً يمكن تجنبهم سنوياً. هذا واستهدف العلاج الوقائي المتقطع علاج والوقاية من الإصابة بمرض الملاريا فيما بين النساء الحوامل والأطفال الصغار، والذي يعتبر أحد مقاييس الصحة العامة في الدول التي تعاني من الأمراض المتوطنة.
وبدورها تستمر العناوين الرئيسية للصفحات الإخبارية الأولى في تقديم المجتمع وتعريفه بقضايا وموضوعات الصحة العامة يومياً: كظهور أمراضِ معديةٍ جديدةٍ كسارس، والذي بدأ دربه من الصين إلى كندا، الولايات المتحدة الأمريكية وغيرهما من الدول البعيدة جغرافياً عنها؛ كذلك الحد من عدم المساواة في تقديم خدمات الصحة العامة والوصول إليها من خلال برامج التأمين الصحي الممولة بصورةٍ عامةٍ؛ وأيضاً انتشار مرض الإيدز الوبائي من بعض المجموعات عالية الخطورة إلى باقي السكان في العديد من الدول، مثل جنوب أفريقيا؛ زيادة سمنة الأطفال والزيادة المصاحبة في سكري النمط الثاني فيما بين هؤلاء الأطفال؛ والتأثيرات الصحية، الاقتصادية والاجتماعية لحمل المراهقات؛ هذا كله بالإضافة إلى تحديات الصحة العامة المتنامية المرتبطة بالكوارث الطبيعية مثلما حدث في زلزال وتسونامي المحيط الهندي 2004، إعصار كاترينا 2005 في الولايات المتحدة الأمريكية وزلزال هايتي 2010.
ومنذ فترة الثمانينات من القرن العشرين، وسَّع مجال صحة الشعوب من محور اهتمام الصحة العامة، والذي انتقل من التركيز على مجرد السلوكيات الفردية ومعاملات الخطورة (risk factors) إلى القضايا الشعبية مثل تفاوت الرعاية الصحية، الفقر، والتعليم. وهنا نلاحظ أن الصحة العامة الحديثة غالباً ما تهتم بمخاطبة ومواجهة محددات الصحة بين السكان. حيث أن هناك إقرار أن صحتنا تتأثر بالعددي من العوامل والمحددات والتي منها المكان الذي نعيش فيه، العوامل الوراثية، الدخل، الحالة التعليمية التي وصل إليها الفرد، والعلاقات الاجتماعية – وتُعرف تلك العوامل باسم «محددات اجتماعية للصحة (social determinants of health)». فالميل الاجتماعي في الصحة يتشكل من خلال المجتمع، مع هؤلاء الأفقر غالباً ما يعانون من اسوء حالة صحية بين الآخرين. على الرغم من ذلك، فحتى هؤلاء الذين ينتمون إلأى الطبقات الاجتماعية الوسطى ستكون صحتتهم أسوء حالاً من أقرانهم ممن ينتمون إلى الطبقات الاجتماعية الأعلى. مما يجعل الصحة العامة  الجديدة تسعى إلى مواجهة وتناول تفاوت الرعاية الصحية من خلال تخصيص سياسات شعبية تهدف إلى تحسين الصحة بطريقةٍ عادلةٍ قائمةٍ على مبدأ المساواة.

## التعليم والتدريب

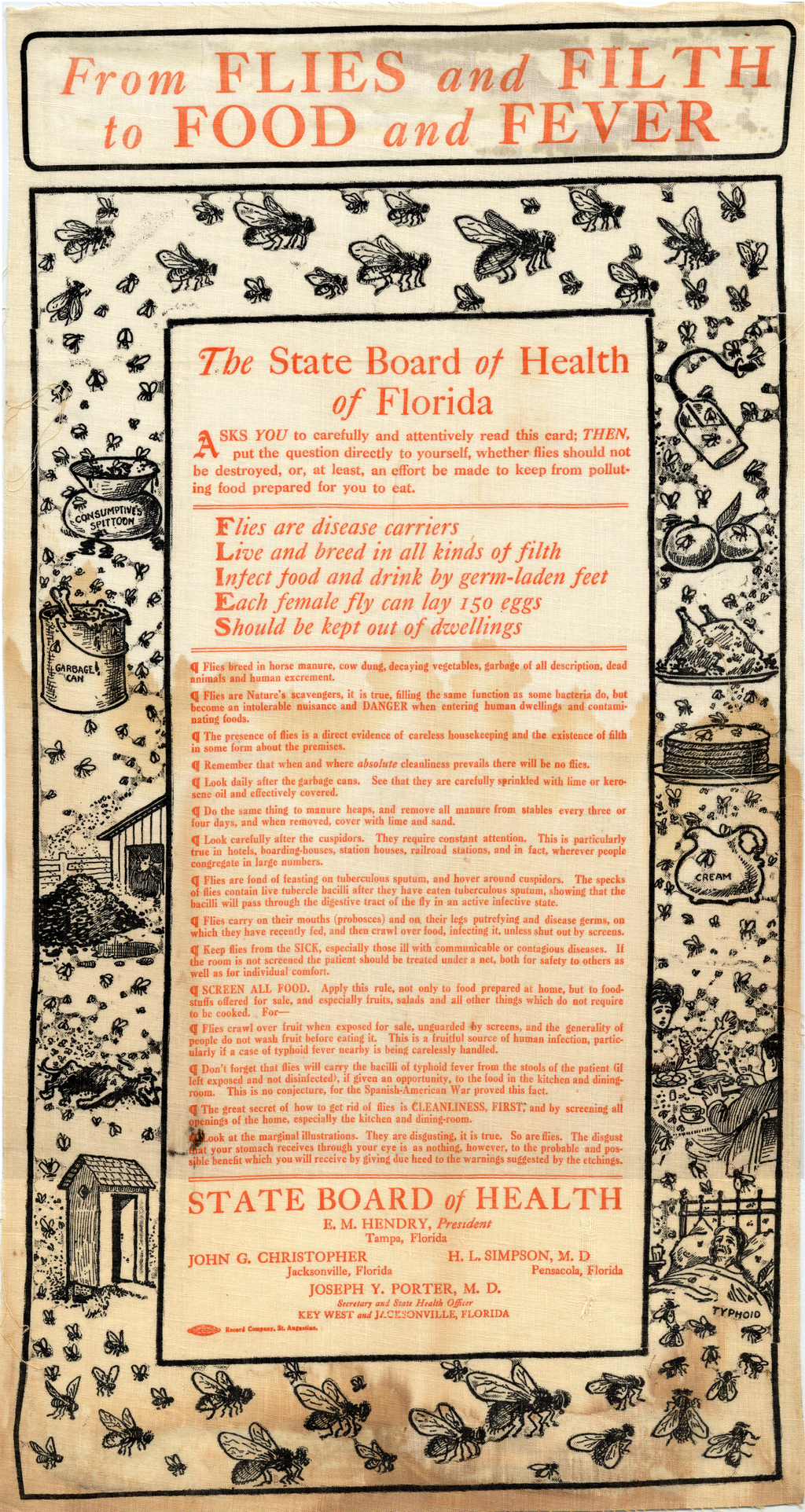
"من الذباب والقاذورات إلى الغذاء والحمى", 1916

يتوفر تعليم وتدريب محترفي الصحة العامة عبر أرجاء العالم أجمع من خلال مدارس الطب، مدارس الصحة العامة، ومدارس الشؤون الصحية. ولنا أن نلاحظ أن التدريب عادةً ما يتطلب درجةً جامعيةً مع التركيز على الأنظمة المحورية للإحصائيات الحيوية، علم الاوبئة، إدارة الخدمات الصحية، السياسة الصحية، التربية الصحية، علم السلوكيات، وكذلك الصحة البيئية.

### مدارس الصحة العامة
في الولايات المتحدة الأمريكية، اعتُبِرَ تقرير ويلش روز عام 1915 قاعدة الحركة الحرجة في تاريخ الانقسام المؤسسي فيما بين الصحة العامة والطب وذلك بسبب أنه أدى إلى تأسيس مدارس الصحة العامة التي تدعمها مؤسسة روكفيلر. والتقرير من تأليف ويليام ويلش (William C. Welch)، العميد المؤسس لمدرسة بلومبرغ جونز هوبكينز للصحة العامة (Johns Hopkins Bloomberg School of Public Health)، بالتعاون مع ويكليف روز من مؤسسة كليفر. حيث ركَّز التقرير اهتمامه على البحث أكثر من التربية التجريبية. هذا وقد تعرضت مؤسسة روكفلر لانتقاد البعض في عام 1916 على قرارها لدعم تأسيس مدارس الصحة العامة وذلك بسبب خلقها لانقسامٍ فيما بين الصحة العامة والطب وإضفاء الشرعية على الانشقاق أو التصدع فيما بين تحقيقات الطب المعملية لآليات المرض واهتمام الصحة العامة غير السريري مع التأثيرات البيئية والاجتماعية على الصحة والإرادة.
فعلى الرغم من تأسيس مدارس الصحة العامة في كلٍ من كندا، أوروبا وشمال أفريقيا، إلا أن الولايات المتحدة الأمريكية ما زالت تحتفظ بنظامها التقليدي للكليات الداخلية (المدعمة لتسكين الطلاب) للصحة العامة داخل مؤسساتها الطبية. على الرغم من ذلك، وبعد مرور عامٍ واحدٍ على صدور تقرير ويلش روز، تم تأسيس مدرسة جون هوبكينز لعلم الصحة والصحة العامة في عام 1916. وبحلول عام 1922، تم تأسيس مدارس الصحة العامة في كلٍ من جامعات كولومبيا، هارفارد، وييل. وفي عام 1999 كانت هناك نحو 29 مدرسةً للصحة العامة في الولايات المتحدة الأمريكية، التحق بها نحو 15 ألف طالباً.
وبمرور السنين، تغير أنواع الطلاب والتوفير الذي يتم توفيره في تلك المدارس. ففي البداية، كان الطلاب الذين يلتحقون بمدارس الصحة العامة غالباً من الحاصلين على درجاتٍ في الطب؛ حيث كان تدريب مدرسة الصحة العامة عبارة عن شهادةٍ صانيةٍ لمتمرسي الطب. على الرغم من ذلك، في عام 1978، أصبح 69% من الطلاب الملتحقين بمدارس الصحة العامة حاصلين فقط على شهادات بكالريوس.

### درجات الصحة العامة
(بالإنجليزية: Professional degrees of public health)
توفر مدارس الصحة العامة عدداً متنوعاً من الدرجات والتي تقع جميعها ضمن تصنيفين إثنين: مهنية وأكاديمية متخصصة. حيث أن الدرجتين المهنيتين الرئيسيتين للدراسات العليا تتمثلان في ماجستير في الصحة العامة (MPH) وماجستير العلوم في الصحة العامة (MSPH). في حين تشتمل درجة الدكتوراه في ذلك المجال كلاً من درجة الدكتوراة في الصحة العامة (DrPH) ودكتوراه في الفلسفة في تخصصٍ فرعيٍ لتنظيمات الصحة العامة الأكثر شمولاً (PhD). وهنا تعتبر درجة الدكتوراه في الصحة العامة درجة قيادية مهنية، بينما تعتبر درجة الدكتوراه في الفلسفة في أحد تخصصات الصحة العامة درجةً أكاديميةً متخصصةً.
تُوجَه الدرجات المهنية نحو الممارسة في منشآت الصحة العامة. وتعتبر كلٌ من ماجستير الصحة العامة، دكتوراة الصحة العامة، دكتوراة علوم الصحة، وماجستير إدارة الرعاية الصحية أمثلةً للدرجات التي تستهدف هؤلاء الأفراد الذين يرغبون في ممارسة مهنٍ كممارسي الصحة العامة في إدارات وأقسام الصحة العامة، أو حتى العمل في المنظمات المجتمعية أو الإدارية، وكذلك للعمل في المستشفيات وشركات الاستشارات بالإضافة إلى العديد من المؤسسات الأخرى. ويمكن تقسيم درجات الماجستير في الصحة العامة إلى تصنيفين رئيسيين عموماً، تلك التي تركز بصورةٍ أكبر على فهم الأوبئة والإحصائيات كقاعدةٍ علميةٍ لممارسة الصحة العامة وتلك الدرجات التي تتضمن عدداً واسعاً من الطرق والمنهجيات الانتقائية. فماجستير العلوم في الصحة العامة شبيهة لماجستير الصحة العامة، ولكنها تعتبر درجةً أكاديميةً (والتي تتناقض مع الدرجة المهنية) وتضع مزيداً من التأكيد والاهتمام على الطرق والمنهجيات والأبحاث الكمية. ونلاحظ أن نفس التمييز يمكن تطبيقه فيما بين دكتوراة الصحة العامة ودكتوراه الفلسفة في تخصصٍ فرعيٍ لتنظيمات الصحة العامة. حيث تعتبر دكتوراة الصحة العامة درجةً مهنيةً في حين دكتوراة الفلسفة في الصحة العامة هي درجةٌ أكاديميةٌ.
وتتسم الدرجات الأكاديمية بأنها أكثر توجهاً نحو هؤلاء الذين يتمتعون باهتماماتٍ في القاعدة العلمية للصحة العامة والطب الوقائي والذين يأملون أن يمارسوا مهناً في مجالات البحث، التدريس الجامعي في برامج التخرج والتأهيل، تحليل السياسة والتطوير والتنمية، بالإضافة إلى باقي وظائف الصحة العامة عالية المستوى. ومن الأمثلة على الدرجات الأكاديمية ماجستير العلوم، دكتوراه الفلسفة، دكتوراه العلوم ودكتوراه علوم الصحة. وهنا نلاحظ أن برامج الدكتوراة تتميز عن ماجستير الصحة العامة وباقي البرامج المهنية الأخرى في إضافة مقررات متقدمة وطبيعة ومجال مشروع الأطروحة الأكاديمية المقدمة.
وفي الولايات المتحدة الأمريكية، تمثل رابطة مدارس الصحة العامة  (Association of Schools of Public Health) مدارس الصحة العامة المعتمدة في مجلس التعليم للصحة العامة (Council on Education for Public Health). كما تعتبر دلتا أوميجا (Delta Omega) الجمعية الشرفية لدراسات التخرج في الصحة العامة. وكانت تلك الجمعية قد تأسست في عام 1924 بمدرسة جونز هوبكينز لعلوم الصحة والصحة العامة. ويوجد حالياً نحو 68 فرعاً وفصلاً عبر أرجاء الولايات المتحدة الأمريكية وبورتوريكو.

### برامج الصحة العامة
أما في يومنا هذا، فتعرف معظم الحكومات أهمية برامج الصحة العامة في تقليص الإصابة بالأمراض، الإعاقة أو تأثيرات الشيخوخة والظروف الصحية والجسدية الأخرى، على الرغم من أن الصحة العامة غالباً ما تتلقى تمويلاً أقل بصورةٍ دالةٍ وواضحةٍ من قبل الحكومة بالمقارنة بالتخصصات الطبية الأخرى. وفي السنوات الأخيرة، قفزت برامج الصحة العامة التي توفر اللقاحات والتطعيمات خطواتٍ لا تُصَدَّق في الارتقاء بالصحة، مشتملةً على القضاء على الجدري، وهو ذلك المرض الذي أصاب البشرية بالوباء لآلافٍ من السنين الماضية.
و فيما يلي ما حددته منظمة الصحة العالمية من أهم الوظائف المحورية لبرامج الصحة العامة ومنها:
- توفير القيادة في الأمور الحرجة للصحة والاتصال مع الشركاء في حالة الحاجة إلى تحركاتٍ مشتركةٍ.
- تحديد ملامح أجنة الأعمال البحثية واستثارة عملية الإنتاج، الترجمات، ونشر المعرفة القيمة.
- وضع المعايير والمقاييس والارتقاء وضبط تنفيذهما.
- توضيح اختيارات السياسة الأخلاقية القائمة على الأدلة.
- رقابة الوضع الصحي وتقييم الاتجاهات الصحية.

وتستطيع برامج رقابة الصحة العامة القيام بصورةٍ خاصةٍ  بـ:
- العمل كنظام إنذارٍ مبكرٍ لطوارئ الصحة العامة وشيكة الحدوث.
- توثيق تأثير التدخل، أو تتبع مسار التقدم تجاه تحقيق الأهداف الخاصة
- ضبط وتوضيح وبائيات المشكلات الصحية، بالإضافة إلى السماح بوضع أولوياتٍ وكذلك الإبلاغ عن الاستراتيجيات والسياسات الصحية.

و قد أسفرت رقابة الصحة العامة عن تشخيص وتحديد أولويات العديد من قضايا الصحة العامة التي يواجهها العالم في أيامنا هذه، والتيمنها على سبيل المثال متلازمة العوز المناعي المكتسب، السكري، الأمراض المنقولة عن طريق المياه، الأمراض حيوانية المنشأ، بالإضافة إلى مقاومة المضادات الحيوية المؤدية إلى نشأة الأمراض المعدية ومنها السل. وقد كانت مقاومة المضادات الحيوية، والمعروفة أيضاً باسم مقاومة الدواء، هي الموضوع الرئيسي ليوم الصحة العالمي 2011.
فعلى سبيل المثال، أوردت منظمة الصحة العالمية في تقريرٍ لها أن 220 مليون فرداً عبر أرجاء العالم أجمع يعانون من مرض السكري. وأن معدل الإصابة به يتزايد بسرعة، ومن المتوقع أن أعداد الوفيات نتيجة الإصابة بالسكري يتتضاعف بحلول عام 2030. حيث رأى المؤلفون في عدد شهر يونيه 2010 للدورية الطبية  لانسيت  (بالإنجليزية: Lancet)، أن "حقيقة أن السكري من النمط الثاني، وهو عبارة عن اضطراب يمكن الوقاية منه، قد وصلت إلى معدل وبائي ومن ثم فقد أصبحت مصدر إهانة للصحة العمومية." ومخاطر الإصابة بسكري النمط الثاني ترتبط بصورةٍ قريبةٍ بمشكلة السمنة المتفاقمة. وقد سلطت منظمة الصحة العالمية في تقديراتها الأخيرة الضوء على أن تقريباً نحو 1.5 مليار مراهقاً مفرطون في الوزن وذلك في عام 2008، وأن تقريباً نحو 43 مليون طفلاً ممن هم تحت سن الخامسة يعانون فرطٍ في الوزن كذلك، وذلك في عام 2010. وبدورها تعتبر الولايات المتحدة الأمريكية دولةً رائدةً حيث يصل نسبة الأفراد المصابين بالسمنة فيها إلى 30.6% من إجمالي الأمريكيين. بينما تليها المكسيك بنسبة 24.2%، في حين تصل نسبة السمنة في المملكة البريطانية إلى 23%. وبما أنها تمثل مشكلةً في الدول عالية الدخول الاقتصادية، فقد أصبحت تمثل مشكلةً على المحك في الدول منخفضة الدخل، وخاصةً في المناطق الحضرية. مما يجعل العديد من برامج الصحة العامة تستهدف في تركيز مجهوداتها ومواردها على قضية السمنة، مع تحديد أهدافٍ لمواجهة الأسباب الكامنة والتي منها على سبيل المثال الوجبات الصحية وممارسة التمرينات الرياضية.
إلا أن بعض البرامج والسياسات المصاحبة للارتقاء بالصحة العامة والوقاية قد تكون مثيرةً للجدل. فعلى سبيل المثال، البرامج التي تركز على الوقاية من انتقال عدى فيروس نقص المناعة البشرية من خلال حملات الجنس الآمن وبرامج تبادل إبر الحقن (بالإنجليزية: needle-exchange programmes). ويتمثل مثال آخر في ضبط تدخين التبغ. فتغيير سلوكيات وعادات التدخين تتطلب استراتيجيات طويلة المدى، على عكس الصراع ضد الأمراض المنتقلة بالاتصال والتي غالباً ما تستغرق مدةً أقصر في ملاحظة ظهور التأثيرات. وقد طبقت العديد من الدول مبادراتٍ رئيسيةٍ للإقلاع عن التدخين، ومنها على سبيل المثال زيادة فرض الضرائب وحظر التدخين في غالبية أو كل الأماكن العامة. ويزيد أنصار تلك المبادرات من توضيحاتهم وجدالهم من خلال سياقة الأدلة بأن التدخين يمثل واحداً من مسببات الموت الرئيسية، ومن ثم يقع على عاتق الحكومات واجب تقليل معدل الوفيات، سواءً من خلال الحد من التدخين السلبي أو من خلال إتاحة فرصٍ أقل أمام الأفراد للتدخين. في حين يقول المعارضون على ذلك بأن ذلك يعيق الحريات الشخصية الفردية والمسؤولية الشخصية للأفراد، ويقلقون من أن الدولة قد تتجرء على غذالة واحداً أو أكثر من الاختيارات المتاحة تحت شعار صحة سكانية أفضل للجميع.
فمعاً، وبينما تم تصنيف الأمراض المنقولة بالاتصال البشري تاريخياً على أنها من أولويات الصحة العالمية، فإن الأمراض غير المنتقلة بالاتصال ومعاملات الخطورة السلوكية قد انحدرتا إلى قاع الأولويات. ونلاحظ أن هذا يتغير على الرغم من ذلك، وذلك كما تم توضيحه من قِبَلِ الأمم المتحدة المستضيفة لأول قمة خاصة لجمعيتها العامة حول قضية الأمراض غير المنتقلة بالاتصال في سبتمبر 2011.

### تطبيقات الصحة العامة
وبالإضافة إلى السعي نحو تحسين صحة السكان من خلال تطبيق التدخلات الخاصة على مستوى السكان، فإن الصحة العامة تساهم في تحسين الرعاية الطبية من خلال تشخيص وتقييم متطلبات السكان لخدمات الرعاية الصحية، والتي تشتمل على:
- تقييم الخدمات الحالية وتقويم ما إذا كانت تلبي أهداف أهداف نظام الرعاية الصحية أم لا.
- التأكيد على المتطلبات والتي تم التعبير عنها من قِبَلِ أحصائيي الصحة (health professionals)، العامة وأصحاب المصالح الأخرى.
- تحديد أهم التدخلات المناسبة.
- الأخذ في الاعتبار تأثير التدخلات المقترحة على الموارد وتقييم مردوديتها.
- دعم اتخاذ القرار في مجال الرعاية الصحية وتنظيم الخدمات الصحية شاملةً أي تغييراتٍ ضروريةٍ.

## المنظمات

### منظمة الصحة العالمية (WHO)
منظمة الصحة العالمية (WHO) هي وكالة متخصصة تابعة للأمم المتحدة، مسؤولة عن الصحة العامة الدولية. ينص دستور منظمة الصحة العالمية، الذي يحدد هيكل ومبادئ إدارة المنظمة، على أن هدفها الرئيسي هو ""الوصول بجميع الشعوب إلى أعلى مستوى ممكن من الصحة"". يشمل تفويض منظمة الصحة العالمية الواسع تعزيز الصحة العامة الشاملة، ورصد المخاطر الصحية للسكان، وتنسيق استجابات الطوارئ الصحية، إضافة إلى تعزيز الصحة والرفاهية للناس. لعبت منظمة الصحة العالمية دورًا رئيسيًا في عدد من الإنجازات في مجال الصحة العامة، أبرزها القضاء على الجدري، والاقتراب من القضاء التام على شلل الأطفال، وتطوير لقاح ضد فيروس إيبولا. حاليًا، تشمل الأولويات الأمراض المعدية، مثل فيروس نقص المناعة المكتسب/الإيدز، وفيروس إيبولا، وCOVID-19، والملاريا، والسل؛ وكذلك الأمراض غير المعدية، مثل أمراض القلب والسرطان؛ والتغذية الصحية، وعلم التغذية، والأمن الغذائي.

### في بلدان مختلفة
لدى معظم الدول وكالة حكومية خاصة بالصحة، غالبًا ما تُسمى وزارة الصحة، وهي مسؤولة عن قضايا الصحة داخل الدولة.
في كندا، وكالة الصحة العامة في كندا هي الوكالة الوطنية المسؤولة عن الصحة العامة، والاستعداد لحالات الطوارئ والاستجابة لها، وكذلك مكافحة الأمراض المعدية والمزمنة والوقاية منها.
خدمة الصحة العامة في الولايات المتحدة (USPHS أو PHS) هي تجمع للمؤسسات التابعة لوزارة الصحة والخدمات الإنسانية، التي تتناول قضايا الصحة العامة، وتضم تسعة من الوحدات التشغيلية الاثني عشر التابعة للوزارة. يشرف مساعد وزير الصحة على PHS.

## قراءات إضافية
- Breslow, Lester، المحرر (2002). موسوعة الصحة العامة. New York: جيل. ISBN:9780028653549. OCLC:469905883.
- Heymann, David L.، المحرر (2008). دليل ضبط الأمراض المنتقلة بالإتصال. Washington, D.C.: المنظمة الأمريكية للصحة العامة. ISBN:9780875531892. OCLC:232981417.

## وصلات خارجية
- شبكة معلومات الصحة العمومية at the الولايات المتحدة مراكز ضبط المرض
- وكالة الصحة العمومية في كندا
- بوابة الصحة العمومية الرسمية للإتحاد الأوروبي
- قصص صحية - مجموعة من القصص تتعلق بالصحة العمومية
- شبكة قانون الصحة العامة - المساعدة الفنية القانونية والتعليمية في قانون الصحة العامة
- ماذا تعني الصحة العمومية نسخة محفوظة 30 سبتمبر 2002 على موقع واي باك مشين.